# Anna Nikritina
Anna Borisowna Nikritina (ros. Анна Борисовна Никритина; ur. 1900 w Czernihowie, zm. 16 października 1982 w Leningradzie) – radziecka aktorka, Zasłużony Artysta Rosyjskiej Federacyjnej Socjalistycznej Republiki Radzieckiej.

## Życiorys
Siostra Sołomona Nikritina, żona Anatolija Marienhofa. W 1919 ukończyłа studio teatralne w Kijowie, w latach 1920–1928 występowała w trupie moskiewskiego Teatru Kameralnego, a w latach 1928–1962 – Leningradzkiego Wielkiego Teatru Dramatycznego im. Gorkiego w Leningradzie. Grała również w filmach.

## Nagrody i odznaczenia
- Zasłużony Artysta Rosyjskiej Federacyjnej Socjalistycznej Republiki Radzieckiej (1934).

## Wybrane role filmowe
- „Wrogowie” (ros. „Враги”), 1953;
- „Diabeł morski” (ros. „Человек-амфибия”), 1961;
- „Zielonaja karieta” (ros. „Зеленая карета”), 1967
- „Tatjanin dień, (ros. „Татянин день”), 1968[2]

i inne .